# Salto nel buio (programma televisivo)
Salto nel buio è stato un game show andato in onda, a partire dal 23 giugno al 21 luglio 2001 per cinque sabati, su Rete 4 con la conduzione di Paola Perego.